# Аврамов, Григорий
Григо́рий Авра́мов (XVII век) — подьячий Русского государства. Подробности биографии неизвестны. 
Многократно упоминается в различных документах: в 1634/1635 годах — подьячий Поместного приказа; затем около года — в Сыскном приказе под руководством боярина Фёдора Ивановича Шереметева и дьяка Ивана Григорьевича Переносова; 22 декабря 1645 года имел оклад в 6 рублей в Рязанском столе Поместного приказа; 20 июня 1654 года — справный подьячий Поместного приказа; в марте 1658 года был послан в Нижний Новгород вместе с Дмитрием Ивановичем Плещеевым для сыска беглых крепостных крестьян.